# Kampfgeschwader 2
Kampfgeschwader 2 (dobesedno slovensko: Bojni polk 2; kratica KG 2) je bil bombniški letalski polk (Geschwader) v sestavi nemške Luftwaffe med drugo svetovno vojno.

## Organizacija
- štab
- I. skupina
- II. skupina
- III. skupina
- IV. skupina
- V. skupina

## Vodstvo polka
Poveljniki polka (Geschwaderkommodore)
- Generalporočnik Johannes Fink: 1. maj 1939
- Generalmajor Herbert Rieckhoff: 21. oktober 1940
- Polkovnik Karl Mehnert: 16. oktober 1941
- Podpolkovnik Georg Pasewaldt: 1. januar 1942
- Podpolkovnik Hans von Koppelow: 1. maj 1942
- Podpolkovnik Walter Bradel: 23. januar 1943
- Podpolkovnik Karl Kessel: 6. maj 1943
- Major Hanns Heise: 25. februar 1944
- Major Wilhelm Rath: 12. april 1944
- Major Franz Schönberger (v.d.): 23. maj 19.44
- Podpolkovnik Rudolf Hallensleben: 28. julij 1944